# Cultura de Myanmar
A cultura de Myanmar (também conhecido como Birmânia) foi fortemente influenciada pelo budismo e pelo povo Mon. A cultura birmanesa também foi influenciada pelos países vizinhos, como a Índia e a República Popular da China.[carece de fontes?] A arte, bem como a literatura, tem sido historicamente influenciada pelo budismo teravada.
Nos tempos atuais, o domínio colonial britânico e a ocidentalização influenciam todos os aspectos da cultura birmanesa, que inclui a língua e a educação [en].

## Arte
Historicamente, a arte birmanesa se baseou em mitos e na cosmologia budista ou hindu. Há vários estilos regionais de imagens do Buda, cada uma com certas características distintas, como, por exemplo, o estilo Mandalay, que se desenvolveu no final de 1800, equivale o Buda em forma oval com característica realistas, incluindo a curva natural das sobrancelhas, orelhas menores e um manto drapeado. Há dez artes tradicionais, chamadas de pan sè myo (ပန်းဆယ်မျိုး), listadas a seguir:
1. Ferreiro (ပန်းပဲ ba-bè)
2. Entalhe (ပန်းပု ba-bu)
3. Ourives (ပန်းထိမ် ba-dein)
4. Relevo de estuque (ပန်းတော့ pandaw)
5. Alvenaria (ပန်းရန် pa-yan)
6. Escultura em pedra (ပန်းတမော့ pantamaw)
7. Tornearia (ပန်းပွတ် panbut)
8. Pintura (ပန်းချီ bagyi)
9. Lacado (ပန်းယွန်း panyun)
10. Carcaça de bronze (ပန်းတဉ်း badin)

Além das tradicionais artes, estão tecelagem de seda, objetos de cerâmica, tapeçarias, gravura de pedras preciosas e fabricação de folhas de ouro. A arquitetura do templo é tipicamente de azulejo e de estuque, e pagodes são, muitas vezes, cobertas com camadas de folhas de ouro, enquanto os mosteiros tendem a ser construídos por madeira (embora os mosteiros das cidades estejam mais propensas a serem construídos com materiais modernos). Um estilo de telhado multicamadas e espiralado muito comum na arquitetura birmanesa chama-se  pyatthat (ပြာသာဒ်).

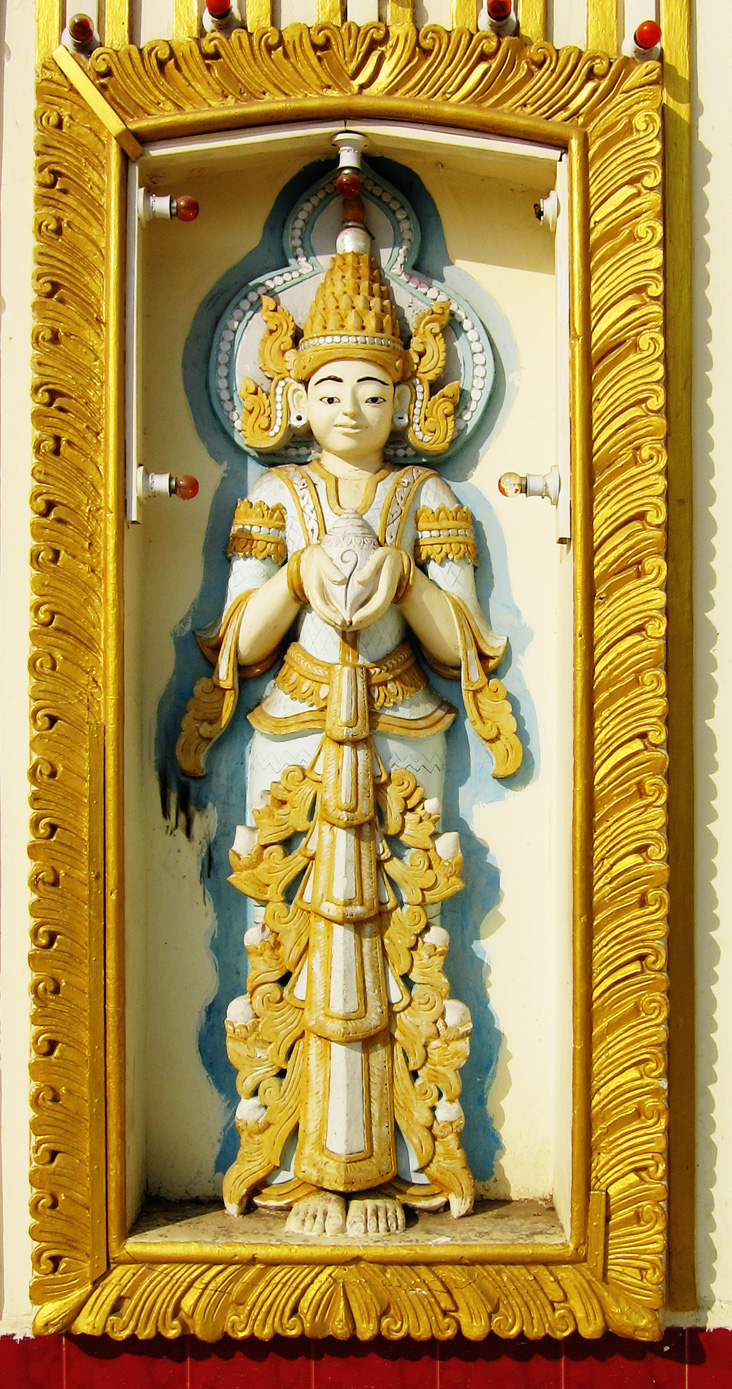
Escultura de Thagyamin.

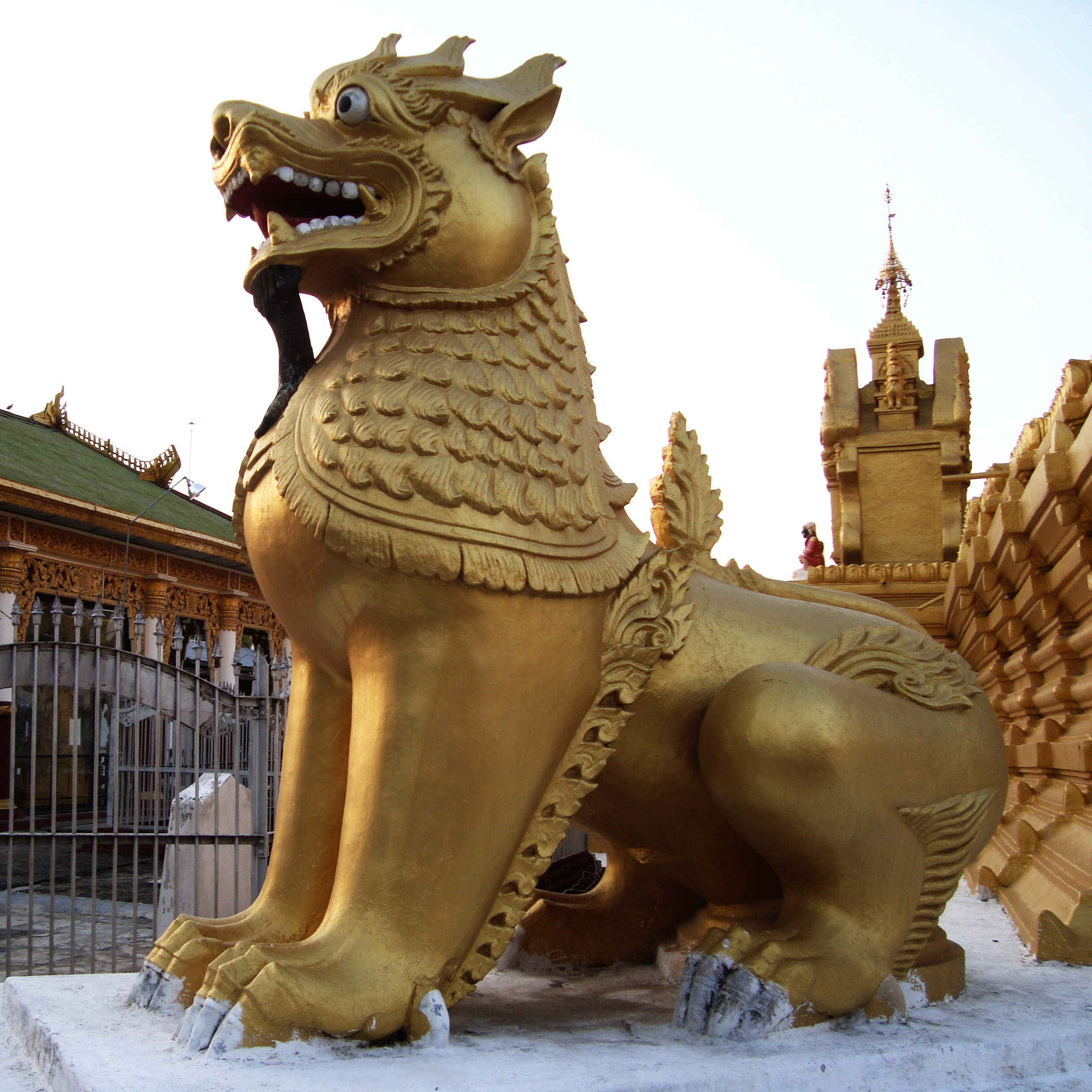
Escultura do leão mítico de Myanmar.

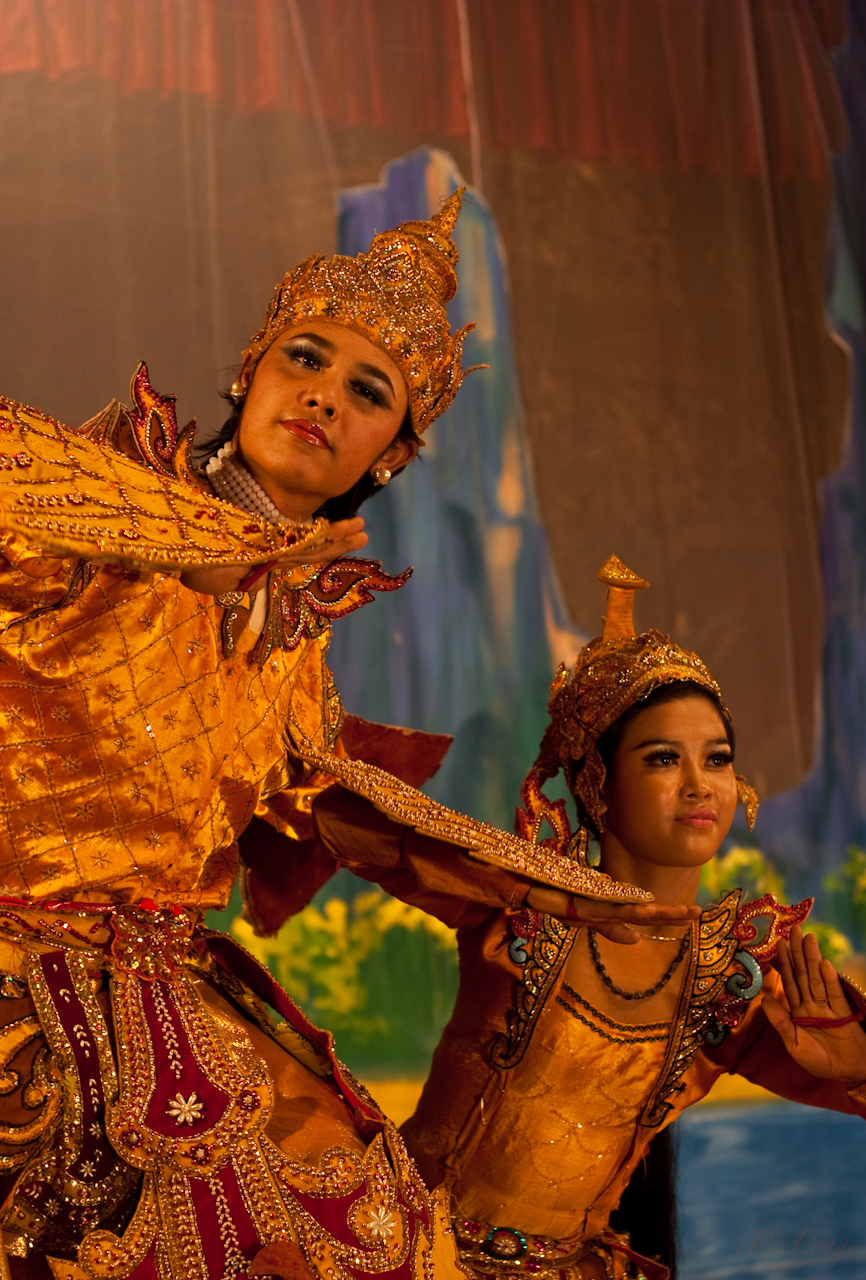
Uma apresentação teatral da dança Mon.

### Literatura
A literatura birmanesa foi muito influenciada pelo budismo, notadamente pelos Contos de Jataka. Desde que o budismo ortodoxo proibiu a ficção, muitas obras históricas são não-ficção. No entanto, a colonização britânica introduziu muitos gêneros de ficção, que se tornaram extremamente populares atualmente. A poesia aparece com destaque, e há várias formas poéticas da literatura birmanesa. Até 1976, apenas 411 títulos foram publicados anualmente, em comparação com a 1882, quando 445 títulos formam publicados. Vários fatores, principalmente o prolongado processo burocrático para se obter autorização para publicar, censura e aumento da dificuldade econômica dos consumidores por causa dos esquemas econômicos socialistas, contribuíram para o declínio da produção literária birmanesa.

### Dança
A dança de Myanmar se divide entre danças dramáticas, folclóricas e indígenas e nat pwe, cada uma com características distintas. Apesar da dança birmanesa ter sido influenciada pelas tradições da dança dos países vizinhos, sobretudo da Tailândia (yodaya aka), ela mantém qualidades únicas que a distinguem de outros estilos regionais, incluindo movimentos angulares, acelerados e enérgicos e ênfase na pose, não no movimento.

### Música

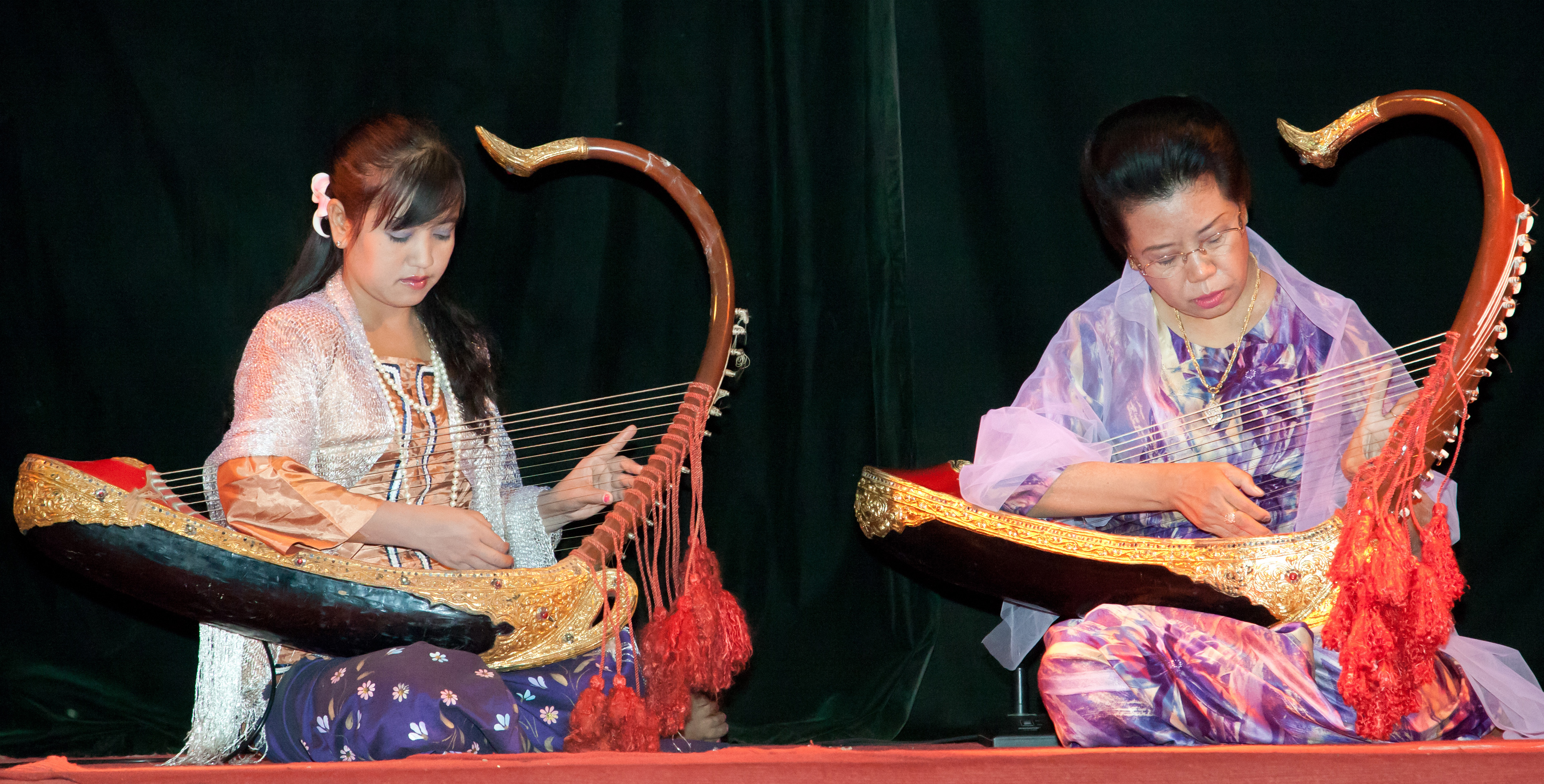
Duas artistas musicais tocando saung durante apresentação em Mandalay.

Vários estilos musicais birmanesas utilizam uma série de instrumentos tradicionais, como brass se (tipo triangular), hne (tipo de oboé), bamboo wa, saung (harpa em forma de barco), pat waing (círculo de 21 tambores) e kyi waing (círculo de gongos).

## Feriados
| Data | Nome em português | Nome local | Observações |
| ---- | ----------------- | ---------- | ----------- |
|      |                   |            |             |